# Marian Taniewski
Marian Taniewski (ur. 5 lutego 1930 w Radomiu, zm. 3 grudnia 2020) – polski chemik, specjalizujący się w organicznej technologii chemicznej.

## Życiorys
Urodził się w Radomiu, gdzie jego ojciec Michał Taniewski (doktor inżynier chemii) był dyrektorem technicznym fabryki farb i lakierów. Po wybuchu wojny jego rodzina przeniosła się do Lwowa, a następnie została wywieziona w głąb Związku Radzieckiego. Do szkoły średniej uczęszczał w Kubaniu, gimnazjum (po przymusowym wysiedleniu w 1946) ukończył w Łodzi, a maturę uzyskał w 1948 roku w Państwowym Liceum Męskim w Gliwicach.
W 1948 roku podjął studia na Wydziale Chemicznym Politechniki Śląskiej, ukończył je w 1954 z tytułem magistra inżyniera chemii. Przez rok pracował w Instytucie Syntezy Chemicznej w Oświęcimiu, a w 1955 roku podjął pracę w Katedrze Technologii Chemicznej Organicznej Politechniki Śląskiej w Gliwicach. W 1959 roku uzyskał stopień doktora, tematem jego rozprawy doktorskiej, przygotowywanej początkowo pod kierunkiem Wacława Leśniańskiego, a po jego śmierci Tadeusza Mazońskiego był Rozkład termiczny alkanów i odwodornienie izopropylo-benzenu w procesie otrzymywania a-metylostyrenu z krajowych gazoli. W 1960 roku przebywał na stypendium na University of Oxford, gdzie współpracował z Cyrilem Hinshelwoodem. W 1962 roku uzyskał, na podstawie rozprawy Kinetyka i mechanizm termicznego rozkładu izomerycznych heksanów oraz wtórnego rozkładu powstających olefin, stopień doktora habilitowanego. Tytuł profesora nauk technicznych otrzymał w 1969 roku.
W latach 1964–2001 pełnił funkcję kierownika Zakładu naukowo-dydaktycznego, początkowo Zakładu Olefin, potem Zakładu Surowców Podstawowej Syntezy, a następnie Zakładu Technologii Organicznej Petrochemicznej. Od 1981 do 1984 roku był dziekanem Wydziału Chemicznego Politechniki Śląskiej. Współpracował także z Instytutem Ciężkiej Syntezy Organicznej. W latach 1959–1961 był tam kierownikiem Pracowni Pirolizy, a od 1985 do 1989 dyrektorem ICSO.
Jego zainteresowania badawcze dotyczyły głównie kinetyki i mechanizmu reakcji węglowodorów, ich katalitycznego odwodornienia, pirolizy olefinowej, termicznego rozkładu i hydropirolizy, a także katalitycznych przemian olefin oraz katalitycznego utleniającego sprzęgania metanu do etylenu i etanu oraz aromatyzacją i rozkładem metanu.
Był członkiem Akademii Inżynierskiej w Polsce.
Siostra Mariana Taniewskiego, Stefania Taniewska-Osińska również była profesorem nauk chemicznych.

## Wyróżnienia i nagrody
- Krzyż Komandorski Orderu Odrodzenia Polski (1995)[3]
- Krzyż Oficerski Orderu Odrodzenia Polski (1987)
- Krzyż Kawalerski Orderu Odrodzenia Polski (1977)
- Medal Komisji Edukacji Narodowej (1994)
- Medal im. Prof. Wojciecha Świętosławskiego (1993)
- Medal Ignacego Mościckiego (2001)
- tytuł profesora honorowego Politechniki Śląskiej (2005)

## Publikacje
- Kinetyka i mechanizm termicznego rozkładu izomerycznych heksanów oraz wtórnego rozkładu powstających olefin (rozprawa habilitacyjna, 1962)
- Przemysłowa synteza organiczna: kierunki rozwoju (1991, wyd. 2 1999, ISBN 83-88000-60-8)
- Technologia chemiczna – surowce (redakcja pracy zbiorowej, 1997)